# S. Sandford

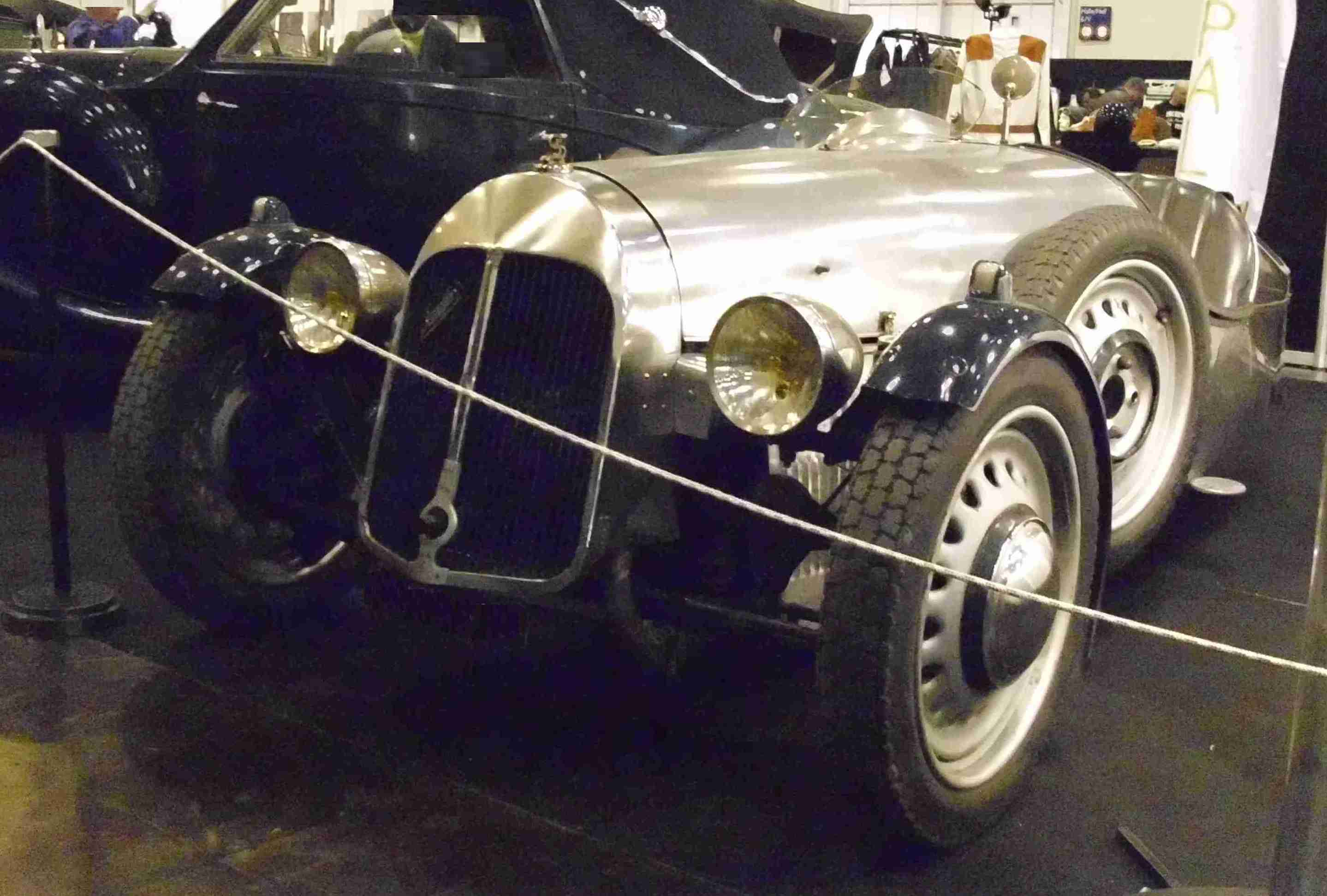
Sandford Dreirad

S. Sandford war ein französischer Hersteller von Automobilen.

## Unternehmensgeschichte
Malcolm Stuart Sandford (1889–1956) gründete 1922 in Paris das Unternehmen zur Produktion von Automobilen. Der Markenname lautete Sandford. 1925 erfolgte der Umzug nach Levallois-Perret. 1939 endete die Produktion.

## Fahrzeuge

### Dreirad
Anfangs wurden Dreiräder produziert, bei denen sich das einzelne Rad hinten befand. Diese Fahrzeuge ähnelten den Dreirädern von Morgan. Für den Antrieb sorgten wassergekühlte Zwei- und Vierzylindermotoren von Ruby mit Hubräumen von 900 cm³ bis 1100 cm³.

### 4-4
Ab 1935 wurde als vierrädrige Alternative zu den Dreirädern der Morgan 4-4 in Lizenz produziert. Ab 1939 wurde ein Motor von Ruby verwendet.